# Marituja
Maritujidae
Famille
Genre
Marituja, unique représentant de la famille des Maritujidae, est un genre de Ciliés de l’ordre des Peniculida (classe des Oligohymenophorea).

## Étymologie
Le nom Marituja provient probablement du toponyme, Marituya, désignant une région du lac Baïkal où Gajewskaja a découvert ce cilié.

## Description
Les Marituja ont une taille moyenne (80 à 200 μm). Leur forme est subsphéroïde, en forme de tonneau. Ils vivent en natation libre. Leur ciliation somatique est holotriche (c'est-à-dire uniforme), formant des « paratènes » transversaux distincts sur tout le corps. On observe de nombreux motifs, dits « ophryokinétiques », encerclant « à droite » la région buccale. La région buccale se situe sur la face antérieure du corps. Leur macronoyau est en forme de ruban. Micronoyau et vacuole contractile sont présents. Ils se nourrissent de bactéries et, peut-être aussi, de microalgues.

## Habitat et répartition
Les Marituja vivent dans des habitats d'eau douce. Ils sont planctoniques.
Ils ont été initialement découverts dans les eaux du lac Baïkal (Russie). Récemment, cet organisme a été trouvé dans le plancton d'un étang eutrophe dans la région de Bonn (Allemagne).

## Liste des espèces
Selon GBIF (23 décembre 2023) :
- Marituja caudata Obolkina, 1995[5]
- Marituja pelagica Gajewskaja, 1928 espèce type

## Systématique
Le nom valide de ce taxon est Marituja Gajewskaja (d), 1928.

## Publication originale
- (ru) N.S. Gajewskaja, « некоторых новых инфузориях из пелагиали оз. Байкал » [« Sur quelques infusoires pélagiques nouveaux du lac Baikal »], Doklady Akademii Nauk SSSR, Moscou, no 23,‎ 1928, p. 476-478.